# Fabrice Gygi
Fabrice Gygi, (né à Genève en 1965) est un artiste suisse, auteur d'installations, d'estampes, de photographies, de sculptures et de performances.

## Biographie
Fabrice Gygi considère que ses premières gravures sont des tatouages qu'il se fait lui-même à l'âge de 13 ans. Il entre à 17 ans au Centre genevois de gravure contemporaine, où il finit par lui-même enseigner avant de parfaire sa formation à l'École des arts décoratifs puis à celle des Beaux-Arts de Genève,.
Il réalise pendant longtemps des petites estampes sur linoléum, qu'il fait tirer quand il se trouve dans un lieu où se trouve une presse. Il réalise sa première estampe de très grand format en 2002 avec Treillis, pour la Société suisse de gravure, puis d'autres estampes qui reprennent parfois des motifs issus de ses installations. Il s'agit toujours de linogravure, technique qu'il apprécie pour « son esprit très graphique, très noir-blanc, coupé, très net »[réf. souhaitée]. 
Il s'essaie à la lithographie à Copenhague en 2007. Dans un premier temps peu attiré par cette technique, il se refuse à dessiner sur la pierre et préfère employer un système de pochoirs : il utilise pour cela des pièces de métal de section circulaire — utilisées dans ses installations — ce qui permet l'apparition d'un halo autour des formes reproduites.
Résident de l'Îlot 13, il a été  l'auteur de nombreuses performances, projets imprimés et manifestations auto-organisées dans les années 1980 et jusqu’au milieu des années 1990, Fabrice Gygi a toujours revendiqué une dimension sociale et politique à son travail. En 1998, il a commencé à créer des structures faites de matériaux industriels, y compris les plastiques PVC et en acier inoxydable. Les motifs de son répertoire (airbags, mines, tentes…) et ses dispositifs publics (podiums, barrières, tribunes) reproduisent avec une esthétique minimaliste les instruments et les structures de contrôle social. Sobre, simple et efficace, d’aspect quasi-militaire, ses pièces offrent un langage plastique d’une cohérence remarquable non sans ambiguïté du propos. Ainsi, La Vigie (2002), présenté à la 25e biennale de Sao Paolo est une pièce monumentale de 12 mètres de haut composée d'un mât et d’une tour de contrôle mobile, qui donne au passant l’impression d’être une cible et met en évidence la tentation totalitaire associée aux réponses sécuritaires données dans la société occidentale aux problèmes d’ordre public.
Il enseigne à la Haute école d'art et de design de Lausanne (ECAL).

## Expositions Personnelles (sélection)
- 2015 Pavillon Suisse, Expo 2015, Milan (Italie)
- 2011 Urdla, Villeurbanne
- 2008 les abattoirs, musée d'art contemporain de Toulouse, du 26/09 au 19/10
- 2007 Galerie Guy Bärtschi, Genève, BFAS Blondeau Fine Art Services, Genève
- 2006 Liljevalchs Konsthall, Stockholm
- 2005 Kunstmuseum, St Gallen
- 2005 Galerie de Stadt Esslingen
- 2001 Self-Tattoos, Cabinet des Estampes & Mamco, Genève
- 2001 Espace public, Arnhem, Pays-Bas

- 2001 Galerie Chantal Crousel, Paris
- 2001 Centre d'édition contemporaine, Genève
- 2000 Défense, elac, Lausanne
- 2000 Le Magasin, CNAC, Grenoble

## Expositions Collectives (sélection)
- 2007 Art en plein air - Môtiers 2007, Môtiers
- 2007 Wunder Stanza, curateurs : Zorro & Bernardo et Sibylle Stoeckli, Bâtiment d'art contemporain, Bac, Genève
- 2006-2007 Eye on Europe, Prints, books & multiples / 1960 to Now, Museum of Modern Art, New York
- 2006 Lifestyle. From Subculture ti High Fashion, Kunstmuseum St Gallen, St Gallen
- 2006 1996-2006 : 10 ans d'acquisitions, de dons et de legs, Musée cantonal des beaux-arts, Lausanne
- 2006 Reisen mit der Kunst. Stiftung Kunst Heute, Kunstmuseum Bern, Bern
- 2006 Nouvelles Collections, Kunsthaus Centre PasquArt, Biel
- 2005-2006 Talking about the real world. Contemporary swiss art, Chiba City Museum of Art, Chiba
- 2005 Schweizer Druckgraphik 1980-2005, Helmhaus Zürich, Zürich
- 2005 3 in ma memory (avec Francis Baudevin, Alexandre Bianchini), Skopia, Genève
- 2005 Leçon Zéro, Galerie Chantal Crousel, Paris
- 2005 Encjanté château, Mamco, Genève
- 2005 Sweet Temptations - Dialoge met der Sammlung Rolf Ricke, St Gallen
- 2002 Energies de résistance, attitudes, Genève
- 2001 Mégahertz, attitudes, Genève
- 2001 The overexcited body, Art for the world, Palazzo Reale, Milan

## Prix
- 2004 Prix de la ville du Locle
- 1998 Prix fédéral des beaux-arts
- 1997 Prix fédéral des beaux-arts
- 1996 Prix fédéral des beaux-arts
- 1995 Bourse Lissignol-Chevalier